# Hadsten Ringvej
Hadsten Ringvej er en tosporet ringvej med en samlet længde på 2,9 km., der går vest og nord om Hadsten by. Ringvejen består af Vestre Ringvej og Nordre Ringvej.
Den første del af ringvejen blev anlagt i slutningen af 1970'erne med henblik på at forsyne nye boligområder og lede trafikken uden om byen.
En del af ringvejen - Nordre Ringvej - indgår i sekundærrute 587 mellem Løgten og Langå.

## Historie
Nordre Ringvej blev anlagt i slutningen af 1970'erne i forbindelse med udstykning af det boligområde, der blandt andet indeholder Norgesvej og Sverigesvej. Det samme er tilfældet for Vestre Ringvej fra Hammelvej til Vesterskovvej, der blev anlagt som vejforsyning til boligområdet Uranusvej og Plutovej.
I 1980'erne blev de to ringveje forbundet af en ny bro over jernbane mellem Vestergade og Kirkevej.
Vestre Ringvej blev i begyndelsen af 2010'erne forlænget ca. 200 m mod syd fra Hammelvej og der blev etableret en rundkørsel, da der boligområdet Nygårdsvænget blev etableret. I 2019 besluttede byrådet i Favrskov Kommune at afsætte penge til en yderligere forlængelse af Vestre Ringvej med ca. 750 m mod syd til Toftegårdsvej. Den vejstrækning blev anlagt i 2020 og åbnede i november 2020.

## Fremtidige forlængelser
Den gældende kommuneplan for Favrskov Kommune (2017-29) indeholde en arealreservation for en forlængelse af ringvejen sydvest om Hadsten - fra Hammelvej til Skanderborgvej. Derudover er der i kommuneplanen to arealreservationer for omfartsveje - én mod nord fra Kirkevej og nord om Nørre Galten og én øst om byen fra Vinterslev/Randersvej til motorvej E45 ved Selling.